# 永叔路站
永叔路站位于中华人民共和国江西省南昌市东湖区八一大道与福山路和永叔路之间地下，是南昌地铁2号线的地铁车站，车站于2019年6月30日启用。

## 车站结构
站厅在地下一层，站台在地下二层为岛式站台。

### 楼层
| 1层  | 地面               | 出入口                         |  |  |
| -1层 | 站厅               | 自动售票机、客服中心           |  |  |
| -2层 |                    | █ 2号线 往南路（八一广场）     |  |  |
|      | 岛式站台，左侧开门 |                                |  |  |
|      |                    | █ 2号线 往南昌东站（丁公路南） |  |  |

### 出入口
本站共开放2个出入口，预留2个出入口。
| 编号                   | 指示         | 图片 | 建议前往的目的地                             |
| ---------------------- | ------------ | ---- | -------------------------------------------- |
| 出口 · 2L · 升降机标志 | 八一大道东侧 |      | 江西长运商城、商贸城大厦、长运大厦、洪城广场 |
| 出口 · 4L              | 八一大道西侧 |      | 福山路、赣江宾馆、新华大厦、永叔路           |
| 註： 設有              |              |      |                                              |

## 历史
- 2010年4月8日南昌市轨道交通二号线一期工程环境影响评价第二次公示，公布了《南昌市轨道交通二号线一期工程环境影响报告书（简本）》文件中本站名为永叔路站[4][5]。
- 2011年12月14日2号线一期21个站名公示时本站名为永叔路站，位于八一大道与永叔路丁字路口处[1]。
- 2012年2月9日2号线站名确认，本站名为没有做任何变动[6]。